# Beppe Cantarelli
Beppe Cantarelli, pseudonimo di Giuseppe Eugenio Cantarelli (Busseto, 25 agosto 1953), è un compositore, cantante, arrangiatore, produttore discografico, direttore d'orchestra e di coro italiano.

## Biografia

### Gli inizi con i Quid
Dopo essersi diplomato al liceo classico "Daniele Manin" di Cremona, inizia l'attività musicale nel complesso di pop melodico I Quid, composto da Roberto Barone al basso e alla voce, Franco Graniero alle tastiere, Pino Marelli alla batteria e lo stesso Cantarelli alla chitarra e alla voce.
La band firma un contratto discografico con la Kansas di Domenico Seren Gay e partecipa a Un disco per l'estate 1975 con la canzone Profumi di fiori pubblicata su 45 giri con sul retro Non so dirti di no (la musica di entrambi i brani composta da Beppe Cantarelli e Franco Zauli su testo di Giorgio Serengay e Domenico Serengay).
Passa poi alla Harmony, etichetta del gruppo Saar di Walter Guertler, pubblicando il secondo 45 giri (anche questi due brani composti con Zauli su testi di Domenico Seren Gay) dopodiché il complesso si scioglie.

### L'attività da solista
Sciolti i Quid, Cantarelli inizia la carriera di cantautore pubblicando nel 1977 un 45 giri sempre per la Harmony; passa poi alla CBS, con cui pubblica altri 45 giri e l'album Confusione.
Partecipa al Festivalbar 1979 con Tocca a me (musica di Beppe Cantarelli; testo di Paola Blandi).

### Autore per altri artisti
Fa parte dell'orchestra come chitarrista nella tournée e nella registrazione del disco per Mina dal titolo Mina Live '78, registrato dal vivo al teatro tenda di Bussoladomani; poi, sempre per Mina, compone cinque canzoni e ne arrangia sette nel doppio LP Attila, che diviene uno dei più grandi successi della cantante.
Amante del funky, blues, jazz, rock e soul, scrive canzoni per svariati artisti nazionali, tra cui: Amii Stewart, Aida Cooper, Mina, Banco del Mutuo Soccorso, Fiorella Mannoia, Renato Zero, Ornella Vanoni, Franco Simone, Loredana Bertè, Drupi, Anna Oxa, Caterina Valente, Marcella Bella, Tony Renis, Orietta Berti, Marisa Sacchetto e Mario Lavezzi.
Nel 1978 ha arrangiato e suonato la chitarra nell'album Paesaggio di Franco Simone. Come chitarrista ha collaborato con Bruno Lauzi suonando nell'album Alla grande... del 1979 e con Renato Zero nell'album Artide Antartide del 1981.
Nel 1984 ha scritto la sigla del cartone animato giapponese Pepero.

### Autore internazionale
Negli anni ottanta si trasferisce a Los Angeles (dove risiede tuttora con la sua famiglia) ed inizia a collaborare con molti cantanti statunitensi tra cui Michael Jackson, Stevie Wonder, Aretha Franklin, Mariah Carey, Joe Cocker, Laura Branigan, Bonnie Tyler, Kool and The Gang, Ashford e Simpson, Luther Vandross, Krayzie Bone, Leata Galloway e Brenda K.Starr.
Tra i suoi successi di questo periodo ricordiamo I Still Believe, incisa anche da Brenda Starr, Mariah Carey, e Another Night, brano quest'ultimo interpretato da Aretha Franklin e presentato in prima mondiale ai Grammy Awards statunitensi del 1986.
Nel suo percorso artistico collabora con molti musicisti di fama mondiale tra cui Quincy Jones, Phil Perry, John "J.R." Robinson, Patti Austin, Louis Johnson, James Ingram, Phil Ingram, Jerry Hey, Greg Phillinganes, Bill Reichenbach, Ernie Watts, Ollie Brown e Larry Williams.
Dal 1993 incide dischi di musica pop, colonne sonore di film e trasmissioni televisive, sia per l'Italia che per l'estero.

### Attività nella musica sacra
Nel 1998 si avvicina anche alla musica sacra fondando il Millennium Choir, un coro multietnico con base a Los Angeles, che comprende cantanti prestigiosi che hanno lavorato con artisti come Michael Jackson, Ray Charles, Quincy Jones, Rod Stewart, Don Henley, Siedah Garrett, Lionel Richie e Miles Davis; con esso si esibisce con i cori locali delle chiese di diverse religioni.
Successivamente, su commissione di Madre Maria Luigia Aguzzi, in onore del Santuario della Madonna del Divino Amore a Roma, scrive un nuovo Magnificat per Papa Giovanni Paolo II suonato il giorno di Natale del 1999 in occasione del Giubileo del Terzo Millennio, durante l'apertura della Porta Santa in Vaticano.
In seguito ha suonato anche il 19 agosto 2000 a Tor Vergata e il 24 luglio 2002 a Toronto, sempre con la partecipazione di Papa Giovanni Paolo II per le GMG, davanti a milioni di giovani provenienti da diversi Paesi del mondo.

## Le principali canzoni scritte da Beppe Cantarelli
Presso la Siae risultano depositate a suo nome 112 canzoni.
| Anno | Titolo                 | Autori del testo                        | Autori della musica             | Interpreti                                |
| ---- | ---------------------- | --------------------------------------- | ------------------------------- | ----------------------------------------- |
| 1975 | Profumi di fiori       | Domenico Seren Gay e Giorgio Seren Gay  | Beppe Cantarelli e Franco Zauli | I Quid                                    |
| 1975 | Non riesco a dirti no  | Domenico Seren Gay e Giorgio Seren Gay  | Beppe Cantarelli e Franco Zauli | I Quid                                    |
| 1976 | Sylvie                 | Domenico Seren Gay                      | Beppe Cantarelli e Franco Zauli | I Quid                                    |
| 1976 | Bella                  | Domenico Seren Gay                      | Beppe Cantarelli e Franco Zauli | I Quid                                    |
| 1976 | Più grande e serena    | Ermanno Parazzini                       | Beppe Cantarelli                | Misterbianco                              |
| 1978 | Volo via               | Paola Blandi                            | Beppe Cantarelli                | Ornella Vanoni                            |
| 1979 | Hunting for my heart   | Juliana Rae Scott                       | Beppe Cantarelli                | Marisa Sacchetto                          |
| 1979 | Non tornerò            | Paola Blandi                            | Beppe Cantarelli                | Mina                                      |
| 1979 | Anche tu               | Cristiano Minellono                     | Beppe Cantarelli                | Mina                                      |
| 1979 | Se il mio canto sei tu | Paola Blandi                            | Beppe Cantarelli                | Mina                                      |
| 1979 | Tiger Bay              | Juliana Rae Scott                       | Beppe Cantarelli                | Mina                                      |
| 1979 | Sei metà               | Paola Blandi                            | Beppe Cantarelli                | Mina                                      |
| 1983 | Vola bambino           | Alessandra Valeri Manera e Paola Blandi | Beppe Cantarelli                | Pepero                                    |
| 1985 | Another Night          | Roy Freeland                            | Beppe Cantarelli                | Aretha Franklin                           |
| 1988 | I Still Believe        | Antonina Armato                         | Beppe Cantarelli                | Brenda K. Starr e Mariah Carey (nel 1998) |

## Discografia

### Discografia con i Quid

#### Singoli
- 1975 – Profumi di fiori/Non riesco a dirti no (Kansas, 5100 412)
- 1976 – Sylvie/Bella (Harmony, H 6015)

### Discografia da solista

#### Album
- 1979 – Confusione (CBS, 84137)

#### Album con altri artisti
- 1979 – Festivalbar 1979 (Philips, 6652 005; Cantarelli è presente con Tocca a me)
- 1998 – Il treno delle ore/Knock, Knock, Knock (Rossodisera, RDS 00003)

#### Singoli
- 1977 – Come pane fresco/Dipende (Harmony, H 6024)
- 1979 – Tocca a me/Come un sogno (CBS, 7119)
- 1980 – Prendimi con te/Milano -Madrid (CBS, 8163)

## Filmografia

### Musiche
- Noi uomini duri, regia di Maurizio Ponzi (1987)
- Via Montenapoleone, regia di Carlo Vanzina (1987)

## Libri
- Mina canta Cantarelli, Cantarelli canta Mina: racconti dietro le quinte, Teorema Edizioni, 2020.